# 土原豐見親
土原豐見親（生卒年不詳）是16世紀初期琉球多良間島的一位豪族，為土原氏始祖。
童名おそろ，名春源。1500年，跟隨宮古島豪族仲宗根豐見親玄雅，協助琉球王府軍隊攻滅遠彌計赤蜂，因而被封為多良間島島主。1522年，跟隨仲宗根豐見親討伐與那國島豪族鬼虎。此後致力於開發多良間島，引入新的漁法。1530年，曾在多良間島開墾土地。